# 2011 CQ1
2011 CQ1 est un petit astéroïde géocroiseur.

## Caractéristiques physiques
2011 CQ1 mesure entre 80 centimètres et 2,60 mètres de diamètre. Étant donné sa petite taille, même s'il s'était dirigé droit vers la Terre, il n'aurait causé aucun dégât notable, il aurait simplement produit un bolide.

## Passage près de la Terre
Le 4 février 2011, 2011 CQ1 est passé à environ 5 480 kilomètres de la surface de la Terre.

## Orbite et classification
Le passage de 2011 CQ1 près de la Terre a largement modifié l'orbite de cet astéroïde.
Avant son survol de la planète bleue, 2011 CQ1 était un astéroïde Apollon, ensuite il est devenu un astéroïde Aton dont l'orbite l'emmène de Vénus à la Terre.
| Paramètre       | Époque          | Période de révolution (P) | Aphélie (Q) | Périhélie (q) | Demi-grand axe (a) | Excentricité (e) | Inclinaison (i) |
| Unités          |                 | jours                     | ua          | ua            | ua                 |                  | °               |
| --------------- | --------------- | ------------------------- | ----------- | ------------- | ------------------ | ---------------- | --------------- |
| Avant le survol | 26 janvier 2011 | 500                       | 1.347       | 0.909         | 1.128              | 0.194            | 1.073°          |
| Après le survol | 8 février 2011  | 279                       | 1.009       | 0.662         | 0.836              | 0.205            | 5.244°          |

### Articles
- Tiny Asteroid Zips Close By Earth space.com 6 February 2011
- Asteroid makes sharpest turn yet seen in solar system New Scientist 9 February 2011
- Asteroid's Record-Breaking Brush with Earth Changed It Forever Space.com 23 February 2011